# Moca (Repubblica Dominicana)
Moca è un comune della Repubblica Dominicana di 179.829 abitanti, situato nella Provincia di Espaillat, di cui è capoluogo. Comprende, oltre al capoluogo, otto distretti municipali: José Contreras, San Víctor, Juan López, Las Lagunas Abajo, Canca la Reina, Monte de La Jagua, Ortega e El Higüerito.
È conosciuta anche come la città degli eroi grazie ad un grande numero di uomini e donne che hanno svolto un ruolo importante nella storia della Repubblica Dominicana. Questi personaggi hanno assassinato due dittatori, Ulises Heureaux e Rafael Leónidas Trujillo riportando la democrazia nel paese. È conosciuta anche per la sua produzione agricola.
Dista 145 km dalla capitale Santo Domingo.